# おかしのうた
「おかしのうた」は、『カードキャプターさくら』の劇場版『ケロちゃんにおまかせ!』の主題歌・シングルである。2000年7月12日にビクターエンタテインメントより発売された。
タイトル曲「おかしのうた」はケロとスッピーが歌った劇場版『ケロちゃんにおまかせ!』の主題歌であり、カップリング「タコヤキは踊る＊組曲」は根岸貴幸が手掛ける組曲BGM（メインテーマ：「謎の球体」・「はじめてのタコヤキ」・「ゆずりあい」・「決闘や！」・「タコヤキ大脱走」・「スーパータコボール？」・「仁義なき戦い」）。

## 曲目リスト
1. おかしのうた [3:23]
作詞：久川綾、作曲・編曲：根岸貴幸
アニメ映画「ケロちゃんにおまかせ！」主題歌
2. タコヤキは踊る＊組曲 [6:42]
演奏・作曲・編曲：根岸貴幸
3. おかしのうた（オリジナル・カラオケ） [3:23]